# 西原浩一郎
西原 浩一郎（にしはら こういちろう、1953年 - ）は、日本の労働運動家。自動車総連顧問、金属労協顧問。元自動車総連会長、金属労協第9代議長、連合副会長。

## 経歴
名古屋市出身。1976年慶應義塾大学法学部法律学科卒業。日産自動車に入社。1985年9月全日産労組専従。1986年8月全民労協事務局次長。1990年10月日産労連調査政策局長。1992年10月全日産労組中央書記長。1994年全日産労組中央執行委員長。1997年9月日産労連事務局長。2000年4月日産労連会長代行、同年9月自動車総連副会長、日産労連会長。2008年9月自動車総連会長（2012年9月まで）、金属労協議長（2014年9月まで）、同年10月連合副会長。
2008年8月から2012年9月まで、社団法人教育文化協会理事。